# Dinotrema calpurinum
Dinotrema calpurinum är en stekelart som beskrevs av Vladimir Ivanovich Tobias. Dinotrema calpurinum ingår i släktet Dinotrema och familjen bracksteklar. Inga underarter finns listade i Catalogue of Life.